# Xalpen (hudební skupina)
Xalpen je chilská black metalová kapela založená v roce 2014 ve městě Santiago de Chile. Název je podle bohyně podsvětí v mytologii jihoamerických Indiánů kmene Selk'nam na Isla Grande de Tierra del Fuego v Ohňové zemi.
Debutové minialbum s názvem Black Rites vyšlo v roce 2016.

## Diskografie
Dema
- Pahxay (2019)

Studiová alba
- Sawken Xo'on (2020)
- The Curse of Kwányep (2023)

EP
- Black Rites (2016)
- Wowk Otrr (2018)

Singly
- Among the Pillars of Death (2020)
- T´oón Ny T´éen (Beyond Darkness) (2020)

Split nahrávky
- Čaŋkú kačpé (2019) – split 7" vinyl s americkou kapelou Škáŋ
- La eterna noche (2021) – split CD společně s chilskou kapelou Füthan